# Saburō Shinosaki
Saburō Shinosaki (jap. 篠崎 三郎, Shinosaki Saburō) war ein japanischer Fußballspieler.

## Nationalmannschaft
1940 debütierte Shinosaki für die japanische Fußballnationalmannschaft.